# Nuku Hiva
Nuku Hiva és la més gran de les illes Marqueses, a la Polinèsia Francesa. Està situada en el grup nord de l'arxipèlag. També és un municipi de la Polinèsia Francesa dividit en tres comunes associades: Hatiheu (348 hab.), Taiohae (1.927 hab.) i Taipivai (385 hab.). Inclou les illes avui deshabitades del nord de l'arxipèlag, dependents de Taiohae: Eiao, Hatutu, Motu One i Motu Iti.

## Geografia

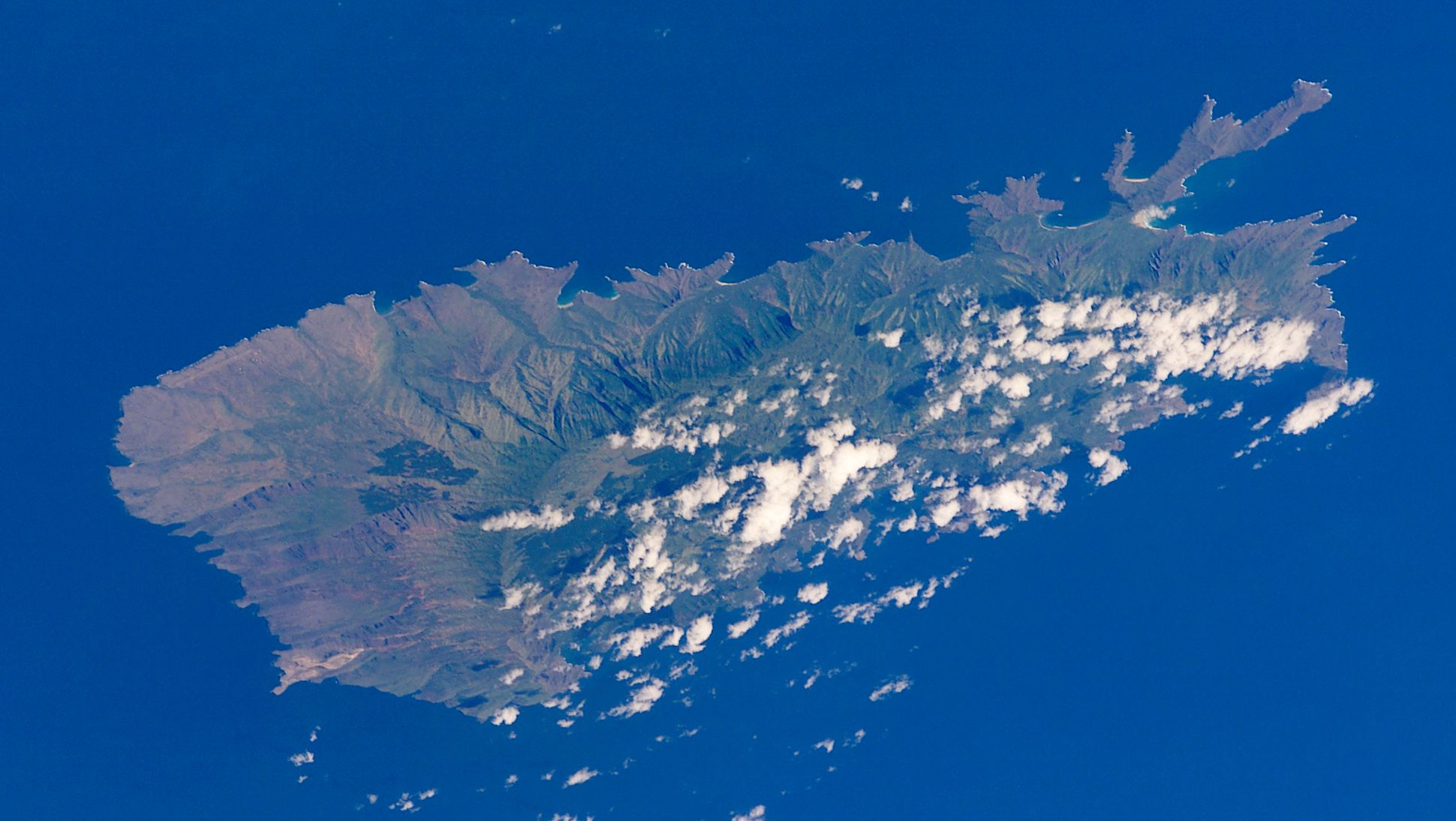
Vista de Nuku Hiva des de satèl·lit

L'illa té una superfície total de 387 km², i una altitud màxima de 1.224 m en el mont Tekao situat al nord-oest. La part central de l'illa és una plana elevada anomenada Tōvi‘i. Cap a l'est i el sud s'obre en unes profundes valls que recullen l'aigua de pluja i a la costa formen badies protegides. Les més notables són Hakaui, Taiohae i Taipivai. En canvi, la part nord i oest són més seques, fins al punt que l'extrem nord-oest s'anomena «el desert». És en aquest desert on hi ha l'aeroport de l'illa.
La badia de Taiohae és de fet un antic cràter esfondrat que forma una rada en forma d'amfiteatre. A cada costat de l'entrada hi ha un illot: el Sentinella Est i el Sentinella Oest. Al fons de la badia es troba la vila de Taiohae, centre administratiu de les illes Marqueses que va substituir com a capital a Atuona d'Hiva Oa. Darrere de Taiohae s'aixeca el mont Muake de 864 m d'altitud. A l'est de la vila destaca la catedral de Nôtre-Dame.
L'illa està dividida en tres comunes associades: Taiohae, Taipivai i Hatiheu. La població total era de 2.660 habitants al cens del 2007. Les principals activitats econòmiques són l'agricultura, l'artesanat i el turisme.
En la vegetació de l'illa abunden els arbres fruiters (cocoters, bananers, mangos, papaiers, ananàs, arangers, tarongers i llimoners) i les flors (buguenvíl·lies, frangipaners, llorers, tiarés, hibiscos, gessamins i roses). Entre els insectes es troben mosquits, mosques, centpeus, abelles, escorpins no verinosos i els famosos «nonos» de picada desagradable.
El clima és tropical suavitzat pels vents alisis. La temperatura varia entre 25 °C i 34 °C. L'estació de pluges és d'abril a agost.

## Història
Les restes arqueològiques daten els primers establiments humans al voltant de l'any 150 aC. Entre els segles xii i xiii es van edificar nombroses construccions de pedra: temples (me'ae), plataformes com a fonaments per les cabanes (pa'epa'e), i estàtues antropomorfes (tiki) relacionades amb els moai de l'illa de Pasqua. Degut a l'orografia de l'illa, amb valls aïllades i només comunicades per mar, es produïen moltes guerres tribals i els habitants eren temuts com a guerrers i caníbals. Tradicionalment els homes es tatuaven completament el cos, inclosa la cara, donant un aspecte encara més ferotge.
El primer navegant que la va descobrir va ser el nord-americà Joseph Ingraham, l'abril del 1791, que l'anomenà Federal. Els francesos van reclamar la descoberta quan hi arribà Étienne Marchand el juliol del mateix any, i l'anomenà Baux, nom de l'armador de la primera expedició comercial francesa al Pacífic. Els anglesos van acreditar la descoberta a Richard Hergest que l'any següent l'anomenà Henry Martin. L'esplèndida protecció de la rada de Taiohae va fer que tot seguit fos visitada per nombrosos vaixells comercials, baleners i aventurers.
El 1804 el rus Krusenstern va fer la primera descripció de l'illa i els seus habitants. Hi va trobar l'anglès Robarts i el francès Cabry que feia sis anys havien naufragat d'un balener. A punt de ser sacrificats van ser salvats a petició de la filla del cap que acabà casant-se amb el francès. Això els enemistà i, per posar pau, Krusentern retornà el francès a Europa on acabà exhibint els seus tatuatges als circs.
El 1813, durant la segona guerra anglo-americana, el nord-americà David Porter va establir la seva base d'operacions a Nuku Hiva, fent la guerra de cors als vaixells anglesos. Amb l'ajuda de l'anglès Wilson, que s'havia establert a l'illa, construeix el Fort Madison, nom que també va donar a l'illa honorant al president nord-americà James Madison. Els presoners anglesos, amb l'ajuda de Wilson, es van rebel·lar i van aconseguir fugir de l'illa. Quan va tornar Porter va trobar com únic supervivent a l'anglès Peters. Anteriorment Peters ja s'havia escapat de la justícia espanyola i anglesa. Ara, novament, es va salvar de ser sacrificat gràcies a la filla d'un cap.
El 1842, Dupetit Thouard en va prendre possessió per a França. Un espectador de la cerimònia va ser el nord-americà Herman Melville que tot seguit va desertar del seu balener i es va amagar a Taipivai. La vida en un paradís, però alhora presoner d'uns caníbals, ho va descriure després en la novel·la Typee, iniciant el gènere romàntic de la literatura del Mars del Sud.
La població va quedar reduïda dràsticament degut a les malalties importades, com la verola, els raids dels negrers peruans, el consum d'opi introduït pels xinesos, i l'alcohol. D'uns 12.000 habitants que hi havia el 1842, només en quedaven 635 el 1934.

## Administració
| Període | Identitat     | Partit |
| ------- | ------------- | ------ |
| 2002-   | Benoît Kautai |        |